# 義塾賞
義塾賞（ぎじゅくしょう）は、慶應義塾大学教員の中で学術上有益な研究業績、教育実践または教育行政上の功績を挙げた人物に、その業績を讃えて贈られる学術賞である。学問水準の向上に寄与する研究業績を挙げた慶應義塾大学の教員に贈られる「福澤賞」とともに慶應義塾学事振興資金により、昭和24年（1949年）以来毎年実施されている。
「慶應義塾賞」と呼ばれる場合もある。